# 九鬼文書
九鬼文書（くかみもんじょ）とは、古史古伝のうちのひとつ、古代出雲王朝の正統性を主張する偽書。九鬼家の遠祖で天児屋根命（アルアメノコヤネノミコト）の時代に記録された神代文字の原文を、藤原不比等が漢字に書き改めたもので、九鬼氏が保管したとされる。天児屋根命は、記紀で皇孫邇邇芸能命（ニニギノミコト）と共に高天原から高千穂に降り立った天津神である。